# Berat Albayrak
Pour les articles homonymes, voir Albayrak.
Berat Albayrak (né le 21 février 1978 à Istanbul) est un homme d'affaires et un homme politique turc, ancien PDG de la Çalık Holding. C'est le gendre du président turc, Recep Tayyip Erdoğan. Il est ministre du Trésor et des Finances du 10 juillet 2018 au 9 novembre 2020.

## Biographie

### Carrière politique
Il est élu député de la Grande Assemblée nationale lors des élections législatives de juin 2015 et réélu en novembre de la même année ainsi qu'en juin 2018.
En novembre 2015, il devient ministre de l'Énergie et des Ressources naturelles. Le 10 juillet 2018, il est nommé ministre du Trésor et des Finances dans le gouvernement Erdoğan IV. Il démissionne de ses fonctions le 9 novembre 2020 sur Instagram. Le 27 novembre 2020, il démissionne aussi de son poste de vice-président du fonds souverain turc, Turkey Wealth Fund.

### Pétrole et État islamique
Berat Albayrak a été accusé par les Russes et l'opposition turque de jouer un rôle majeur dans la vente de pétrole par l'État islamique (EI) via la Turquie,,. En décembre 2016, WikiLeaks publie plus de 57 000 courriels, de 2000 à 2016, qui auraient été obtenus par RedHack, et que WikiLeaks a déclaré provenir des mails personnels de Berat Albayrak. Ceux-ci étaient censés relier Berat Albayrak au trafic de pétrole de l'EI. The Independent a indiqué que les courriels montraient que « Albayrak avait une connaissance intime des problèmes de personnel et de salaire chez Powertrans, une entreprise qui a obtenu de façon controversée le monopole du transport routier et ferroviaire de pétrole vers le pays depuis le Kurdistan irakien », ajoutant que « les médias turcs ont rapporté en 2014 et 2015 que Powertrans avait été accusé de mélanger le pétrole produit par l'EI dans la Syrie voisine et de l'ajouter aux expéditions locales qui ont finalement atteint la Turquie ». Berat Albayrak avait précédemment nié qu'il avait le moindre lien avec Powertrans
À la fin de 2016, John R. Bass, l'ambassadeur des États-Unis en Turquie, a déclaré que les allégations concernant l'implication du gouvernement turc dans le commerce du pétrole de l'EI n'étaient pas fondées, citant les excuses officielles émises par la CIA concernant ses affirmations de 2014.

### Interdiction de Wikipédia
En avril 2017, les autorités turques bloquent l'accès à Wikipedia à travers le pays. En avril 2018, il a été révélé que l'article de Wikipedia sur Albayrak faisait partie des quatre pages qui ont conduit à l'interdiction de l'encyclopédie en ligne,.

### Vie privée
Albayrak a épousé la fille de Recep Tayyip Erdoğan, Esra Erdoğan en juillet 2004. Ils ont trois enfants.